# کتابخانه اسکندریه
کتابخانه بزرگ اسکندریه در اسکندریه، مصر، یکی از بزرگ‌ترین و مهم‌ترین کتابخانه‌های جهان باستان بود. این کتابخانه بخشی از یک نهاد پژوهشی بزرگ‌تر به نام «موسیون» بود که به موزها (نُه الههٔ هنر) اختصاص داشت. ایدهٔ ساخت کتابخانهٔ جهانی در اسکندریه، احتمالاً توسط دمتریوس فالرومی، یک دولتمرد تبعیدی آتنی‌تبار مقیم اسکندریه، به بطلمیوس اول سوتر پیشنهاد شده‌بود. ممکن است طرح‌هایی برای احداث چنین کتابخانه‌ای در این هنگامه بررسی شده باشد، اما خود کتابخانه تا قبل از سلطنت پسرش، بطلمیوس دوم فیلادلفوس، احداث نشده بود. کتابخانه به سرعت طومارهای پاپیروس فراوانی جمع‌آوری نمود، که دلیلش سیاست‌های سلطه‌جویانهٔ پادشاهان بطلمیوسی و تأمین مالی خوبشان در تهیهٔ متون بود. دقیقاً معلوم نیست که شمار این طومارها در هر دوره چه قدر بوده، لذا تخمین‌ها از ۴۰٬۰۰۰ تا ۴۰۰٬۰۰۰ متفاوت است.
اسکندریه، به خاطر کتابخانهٔ بزرگش، به عنوان پایتخت دانش و یادگیری مورد توجه قرار گرفت. بسیاری از دانشمندان مهم و تأثیرگذار در قرن سوم و دوم پیش از میلاد در کتابخانه کار می‌کردند، از جمله افراد مذکور می‌توان به ایشان اشاره کرد: زنودوت افسسی، که در استانداردسازی متون اشعار هومری فعالیت داشت؛ کالیماخوس، مؤلف پیناکس، که گاهی اوقات به‌عنوان اولین کتابدار کتابخانه‌ها در جهان معرفی می‌شود؛ آپولونیوس رودسی، که شعر حماسی آرگونوتیکا را سروده‌است؛ اراتوستن، که محیط کرهٔ زمین را با دقت چند صد کیلومتری محاسبه کرد؛ آریستوفان بیزانتیومی که سیستم دیوانی یونان را ابداع کرد و اولین کسی بود که متون شعری را به خط تقسیم کرد؛ آریستارخوس ساموتراکی که متون قطعی اشعار هومری و همچنین تفسیرهای گسترده دربارهٔ آن‌ها را تألیف کرد. در زمان سلطنت بطلمیوس سوم اوریگتس، یک شعبه کتابخانهٔ دختر در سراپئوم تأسیس شد، که در واقع معبدی برای خدای یونانی-مصری سراپیس بود.
علی‌رغم باور گستردهٔ امروزی مبنی بر این که کتابخانهٔ اسکندریه به یک‌باره سوخته و به طرز فجیعی تخریب شده، در واقع کتابخانه طی چند قرن و به تدریج از بین رفت. این انحطاط با کوچیدن اندیشمندان از اسکندریه در سال ۱۴۵ پیش از میلاد، در زمان سلطنت بطلمیوس هشتم فیسکون آغاز شد، که منجر به استعفای آریستارخوس ساموتراکی، رئیس کتابداران، از مقامش و تبعید او به قبرس شد. بسیاری از محققان دیگر از جمله دیونوسیوس تراکس و آپولودوروس آتنی به شهرهای دیگر گریختند و در آنجا به تدریس و مکتب‌داری ادامه دادند. این کتابخانه یا بخشی از مجموعهٔ آن، به‌طور تصادفی توسط ژولیوس سزار در جنگ داخلی او، در سال ۴۸ قبل از میلاد سوزانده شد، اما میزان خسارت در اثر این آتش‌سوزی مشخص نیست گرچه به نظر می‌رسد که بنای اصلی یا سالم مانده یا مدت کوتاهی پس از آن بازسازی شده‌است. استرابون، جغرافیدان و سیاح، اشاره دارد که در حدود سال ۲۰ قبل از میلاد از موسیون بازدید کرده و از خروجی علمی شهر اسکندریه شگفت‌زده شده، که این مطلب نشان می‌دهد در زمانهٔ او هنوز دسترسی به حداقل برخی از منابع کتابخانه فراهم بود.
به دلیل کمبود بودجه و پشتیبانی مالی، کتابخانه در دورهٔ روم تضعیف شد. به نظر می‌رسد عضویت در آن تا سال ۲۶۰ میلادی متوقف شده باشد. بین سال‌های ۲۷۰ و ۲۷۵ میلادی، شهر اسکندریه شاهد یک شورش و سرکوب حکومتی بود که احتمالاً هر چه از کتابخانه باقی مانده بود را نابود کرد؛ اگرچه کتابخانه هنوز در آن زمان وجود داشت. کتابخانهٔ دختر سراپئوم ممکن است پس از تخریب کتابخانهٔ اصلی باقی مانده باشد. سراپئوم در سال ۳۹۱ پس از میلاد با صدور فرمانی از سوی پاپ ِمسیحیان قبطی، تئوفیلوس اسکندریه‌ای، تخریب و منهدم شد، اما به نظر می‌رسد که در آن زمان کتابی در آن نگهداری نمی‌شد و عمدتاً به عنوان محل تجمع فلاسفه نوافلاطونی پیرو تعالیم یامبلیخوس مورد استفاده قرار می‌گرفت.

## پیش‌زمینه
کتابخانهٔ اسکندریه اولین کتابخانه در نوع خود نبود. سنت دیرینهٔ کتابخانه‌ها هم در یونان و هم در خاور نزدیک باستان وجود داشته‌است. اولین بایگانی ثبت شده از مطالب مکتوب، مربوط به سرزمین اوروک، در سرزمین باستانی سومر، در حدود ۳۴۰۰ سال قبل از میلاد بود؛ در حالی که در آن زمان نوشتن تازه شروع به توسعه کرده بود و خط تازه اختراع شده بود. همچنین تدریس علمی متون ادبی از حدود ۲۵۰۰ سال پیش از میلاد آغاز شد. پادشاهی‌ها و امپراتوری‌های بعدی خاور نزدیک باستان، سنت‌های طویل‌المدتی در جمع‌آوری کتاب داشتند. هیتی‌ها و آشوریان باستان بایگانی‌های عظیمی داشتند که حاوی پرونده‌هایی بود که به زبان‌های مختلف نوشته شده بودند. معروف‌ترین کتابخانهٔ باستان در خاور نزدیک کتابخانه آشوربانی‌پال در نینوا بود، که در قرن هفتم قبل از میلاد، توسط پادشاه آشوری، آشوربانی‌پال (حکومت ۶۶۸ پ‌م-ح. ۶۲۷ پ‌م)، ساخته شده بود. یک کتابخانهٔ بزرگ نیز در زمان سلطنت بخت نصر (ح. ۶۰۵–ح. ۵۶۲ پیش از میلاد) در بابـِل وجود داشته‌است. در یونان، اولین کتابخانهٔ عمومی بزرگ را حاکم مستبد آتنی، پیسیستراتوس، در قرن ششم قبل از میلاد تأسیس کرد. از میراث جمع‌آوری مجموعه کتاب‌های یونان و خاور نزدیک بود، که ایدهٔ ایجاد کتابخانهٔ اسکندریه متولد شد.
جانشینان مقدونی اسکندر بزرگ، که به عنوان فرمانروایان خاور نزدیک به حکومت رسیدند، می‌خواستند فرهنگ هلنیستی و علوم خود را در سراسر جهانِ شناخته‌شده ترویج دهند. مورخ روی مک لود این را «یک برنامهٔ امپریالیسم فرهنگی» می‌نامد. از این روی، این حکام علاقه‌مند به جمع‌آوری و گردآوری اطلاعات، هم از یونانیان و هم از پادشاهی‌های بسیار باستانی خاور نزدیک بودند. کتابخانه‌ها اعتبار یک شهر را ارتقا می‌بخشیدند، علما را به خود جلب می‌کردند و در امور حاکمیت و ادارهٔ پادشاهی کمک عملی می‌کردند. سرانجام، به همین دلایل، هر مرکز شهری مهم هلنیست، دارای یک کتابخانهٔ سلطنتی شد. اما کتابخانهٔ اسکندریه به دلیل دامنه و مقیاس بلند پروازانه‌ای که دودمان بطلمیوس برای آن داشت، بی‌سابقه بود. برخلاف حاکمان پیشین و معاصر خود، بطلمیوس‌ها می‌خواستند مخزنی از همهٔ دانش‌های بشری را پایه‌گذاری کنند.

## تحت حمایت بطلمیوسیان

### تأسیس

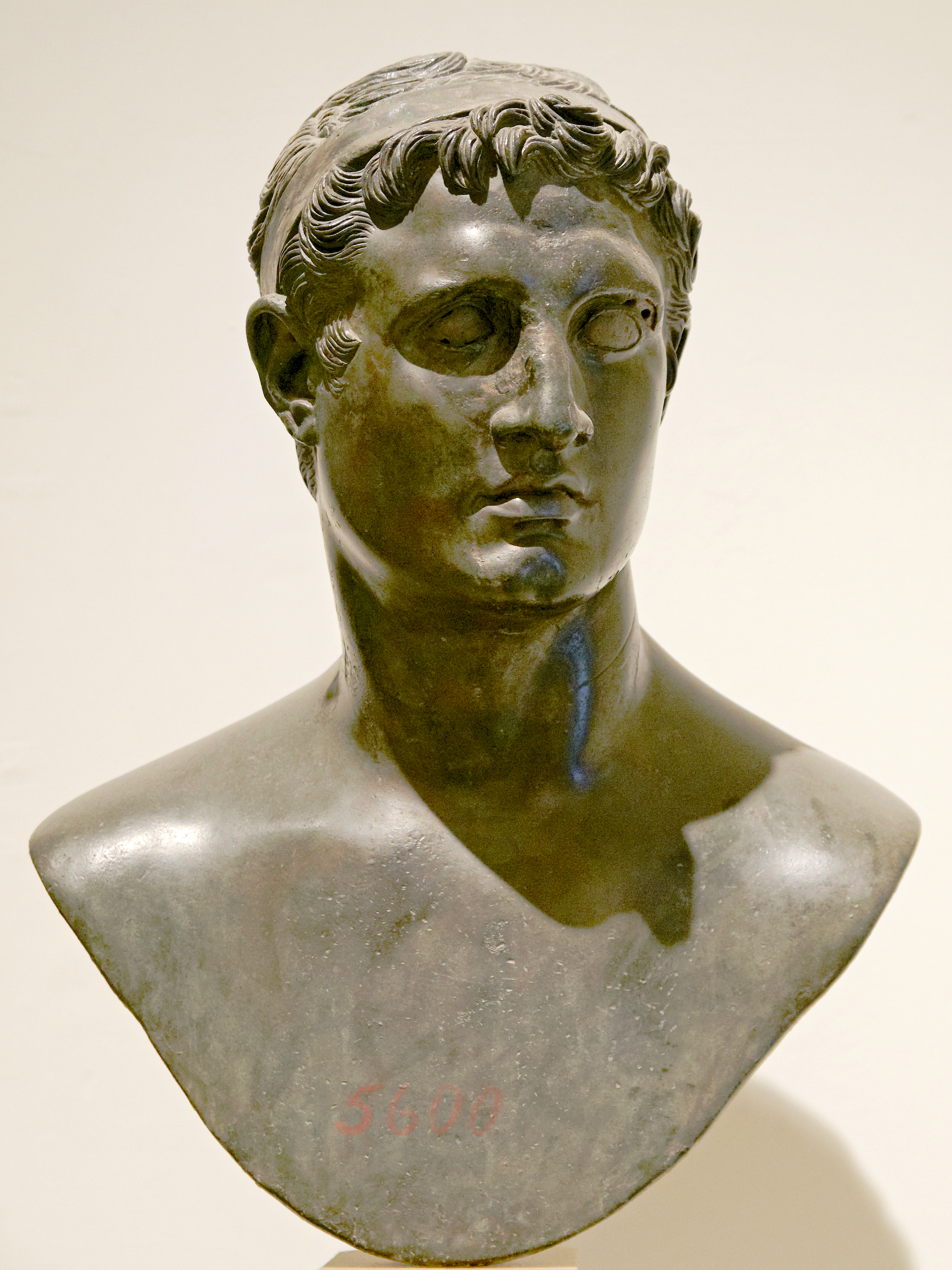
نیم‌تنه‌ای کشف شده در ویلا پاپیروس، که بطلمیوس دوم فیلادلفوس را نشان می‌دهد؛ کسی که گمان می‌رود یکی از مؤسسان اصلی کتابخانه، به عنوان یک نهاد واقعی باشد. اگرچه برنامه‌هایی برای احداث آن در زمان سلطنت پدرش، بطلمیوس اول سوتر، وجود داشت.

جزئیات مربوط به کتابخانهٔ اسکندریه آمیزه‌ای از تاریخ و افسانه است. اولین منبع شناخته‌شده‌ای که باقی مانده و از تأسیس این کتابخانه می‌گوید، یک سوداپیگرافا به اسم نامهٔ آریستئاس است که درح. ۱۸۰ پ‌م الیح. ۱۴۵ پ‌م نوشته شده‌است. نامه آریستئاس ادعا می‌کند که این کتابخانه در زمان سلطنت بطلمیوس اول سوتر (ح. ۳۲۳–ح. ۲۸۳ پیش از میلاد) تأسیس و ایدهٔ ساخت این کتابخانه در ابتدا توسط دمتریوس فالرونی مطرح شد که یکی از شاگردان ارسطو بود که از آتن تبعید شده بود و در دربار بطلمیوسیان اسکندریه پناهنده شده بود. با این وجود، نامهٔ آریستئاس با این دوره فاصلهٔ زمانی بسیاری دارد و حاوی اطلاعاتی است که اکنون نادرست شناخته شده‌اند. منابع دیگر ادعا می‌کنند که این کتابخانه در سال‌های سلطنت پسر بطلمیوس اول، بطلمیوس دوم فیلادلفوس (۲۸۳–۲۴۶ پیش از میلاد)، ایجاد شده‌است.

پیکره‌ای از بطلمیوس دوم جنب کتابخانهٔ جدید اسکندریه که در قرن بیستم، برای گرامی‌داشت کتابخانهٔ بزرگ اسکندریه، ساخته شده‌است.

دانشمندان معاصر اتفاق نظر دارند که گرچه ممکن است بطلمیوس اول پایه و اساس کتابخانه را ایجاد کرده باشد، اما تا زمان سلطنت بطلمیوس دوم احتمالاً به عنوان یک نهاد فیزیکی پدید نیامده بود. در آن زمان، دمتریوس فالرونی شخص محبوبی دربار بطلمیوسی‌ها نبود و بنابرین نمی‌توانست نقشی در تأسیس کتابخانه به عنوان یک نهاد داشته باشد. با این حال، استفان وی. تریسی استدلال می‌کند که بسیار محتمل است که دمتریوس در جمع‌آوری حداقل برخی از متون اولیه که بعداً بخشی از مجموعهٔ کتابخانه شدند، نقش مهمی داشته‌است. دمتریوس ممکن است در حدود سال ۲۹۵ پیش از میلاد، متون اولیهٔ نوشته‌های ارسطو و ثئوفراستوس را به دست آورده باشد، زیرا وی نظر به موقعیت خاصش، از آنجا که یکی از اعضای برجسته مکتب مشائی بود، می‌توانست چنین امکانی را یابد.
این کتابخانه به عنوان بخشی از موسیون در محلهٔ سلطنتی «بروچیون» ساخته شد. هدف اصلی آن نشان‌دادن ثروت مصر بود، و اهداف علم‌پژوهانه مسئله‌ای ثانویه به حساب می‌آمدند. اما از دانسته‌های آن برای کمک به حاکم مصر استفاده می‌شد. چیدمان دقیق کتابخانه مشخص نیست، اما منابع باستانی کتابخانه اسکندریه را شامل مجموعه‌ای از طومارها، ستون‌های یونانی، راهروی پاپیروس‌ها، اتاق غذاخوری مشترک، اتاق مطالعه، اتاق جلسات، باغ‌ها و سالن‌های سخنرانی توصیف می‌کنند. بعدها این چیدمان الگویی برای پردیس دانشگاه‌های مدرن ایجاد کرد. سالن اصلی معروف به بیبلوتکا (βιβλιοθῆκαι)، شامل قفسه‌هایی برای مجموعه طومارهای پاپیروس بود. طبق توصیف مشهور، در کتیبه‌ای در بالای قفسه‌ها چنین نوشته بود: «مکان درمان روح».

### گسترش و سازماندهی اولیه

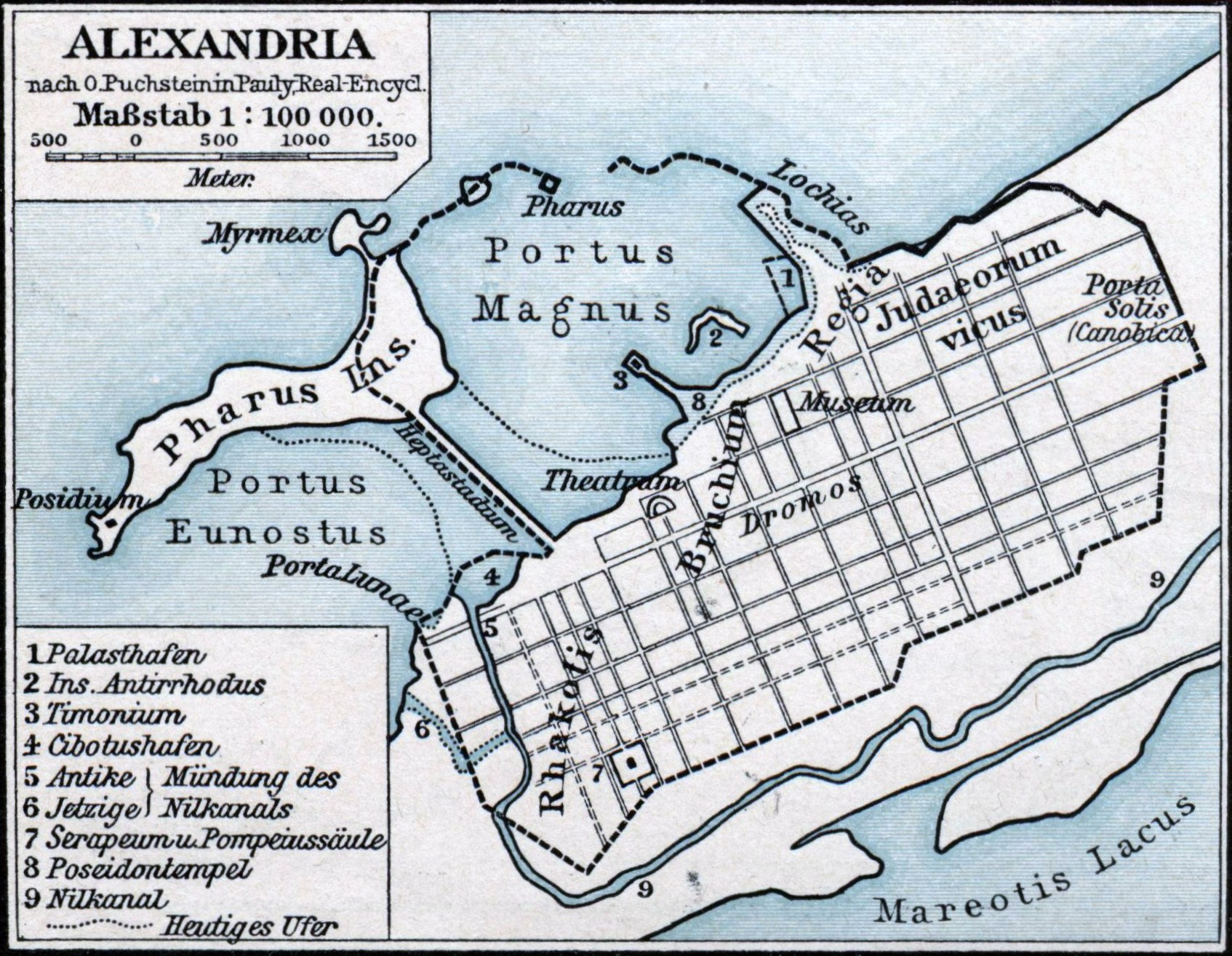
نقشهٔ شهری اسکندریهٔ باستان. موسیون در محلهٔ سلطنتی بروچیون (در این نقشه با عنوان "Bruchium" ذکر شده‌است) در قسمت مرکزی شهر و نزدیک بندر بزرگ ("Portus Magnus" روی نقشه) قرار دارد.

حاکمان بطلمیوسی قصد داشتند کتابخانه مجموعه‌ای از همهٔ دانش‌ها باشد و برای گسترش مجموعه‌های کتابخانه از سیاستی هجومی و بودجهٔ بالایشان استفاده کردند؛ آن‌ها نمایندگان سلطنتی را با مبالغ هنگفتی اعزام کردند و به آن‌ها دستور دادند تا هر تعداد متن را دربارهٔ هر موضوع و هر نویسنده‌ای خریداری و جمع‌آوری کنند. نسخه‌های قدیمی متون نسبت به نسخه‌های جدید ترجیح داده می‌شدند، زیرا فرض بر این بود که نسخه‌های قدیمی کمتر مورد کپی‌برداری قرار گرفته‌اند و بنابرین بیشتر شبیه آنچه نویسندهٔ اصلی نوشته‌است، هستند. این برنامه شامل سفر به بازارهای کتاب رودس و آتن هم بود. به گفتهٔ جالینوس، نویسندهٔ علوم پزشکی یونانی، طبق فرمان بطلمیوس دوم، هر کتابی که در کشتی‌ها پیدا می‌شد و به بندر وارد می‌شد، به کتابخانه برده می‌شد و در آنجا توسط کاتبان رسمی رونوشتی از آن تهیه می‌شد. متون اصلی در کتابخانه نگهداری و نسخ رونوشت‌شده به صاحبان تحویل داده می‌شد. کتابخانه به‌طور خاص بر دستیابی به نسخه‌های خطی اشعار هومر متمرکز بود، زیرا پایه و اساس آموزش در یونان بودند و بیش از همهٔ شعرهای دیگر مورد احترام بودند. بنابرین کتابخانه نسخه‌های خطی مختلفی از این اشعار را به دست آورد و هر نسخه را برچسب‌گذاری کرد، تا نشان دهد از کجا آمده‌است.
علاوه بر جمع‌آوری آثار گذشتگان، موسیون که محل کتابخانه بود، همچون جایگاهی برای میزبانی از محققان خارجی، شعرا، فلاسفه و محققان بود که با توجه به توصیف استرابون در قرن اول قبل از میلاد، به این افراد حقوق زیاد، غذا و خوابگاه رایگان و معافیت از مالیات داده می‌شد. آن‌ها یک سالن غذاخوری بزرگ و دایره‌ای شکل با سقف گنبدی بلند داشتند که در آن به‌طور مشترک غذا می‌خوردند. همچنین کلاس‌های متعددی وجود داشت، جایی که انتظار می‌رفت محققان، حداقل گاهی، محصلان را آموزش دهند. بطلمیوس دوم فیلادلفوس علاقه زیادی به جانورشناسی داشت، بنابرین حدس زده می‌شود که شاید در موسیون یک باغ وحش برای حیوانات گوناگون هم داشتند. به گفتهٔ لیونل کاسون، دانشمند کلاسیک، ایدهٔ پشت این رسیدگی‌ها این بود که اگر دانشمندان به‌طور کامل از زیر بار زندگی روزمره رها شوند، می‌توانند زمان بیشتری را به تحقیق و تأملات فکری اختصاص دهند. استرابون گروه محققانی را که در موسیون زندگی می‌کردند، یک انجمن (σύνοδος،synodos) نامیده‌است  که در اوایل سال ۲۸۳ پیش از میلاد، تعداد آن‌ها حدوداً بین سی تا پنجاه مرد دانشمند بود.

### تحقیقات اولیه
کتابخانه اسکندریه وابسته به هیچ مکتب فلسفی خاصی نبود و در نتیجه، دانش‌پژوهانی که در آنجا تحصیل می‌کردند از آزادی علمی قابل توجهی برخوردار بودند. با این حال، آزادی آن‌ها منوط به اقتدار پادشاه بود. نقل شده‌است که شاعری به نام سوتادس هجو مضحکی نوشت و در آن بطلمیوس دوم را به خاطر ازدواج با خواهرش آرسینو دوم مسخره کرد. گفته می‌شود که بطلمیوس دوم وی را به زندان انداخته و پس از فرار، وی را در کوزهٔ سرب مهر و موم کرده و در دریا انداخته‌است. به عنوان یک مرکز مذهبی، یک روحانی سوداگر موزها به نام اپیستاتِس توسط شاه، در موسیون منصوب می‌شد و به همان روشی که روحانیان معابد مختلف مصر را اداره می‌کردند، در آنجا عمل می‌کردند. خود کتابخانه توسط دانشمندی اداره می‌شد که به عنوان سرکتابدار و همچنین معلم پسر پادشاه خدمت می‌کرد.
زنودوتوس افسُسی (ح. ۳۲۵ح.- ۲۷۰ پیش از میلاد) اولین کسی است که به عنوان سرکتابدار ثبت شده‌است. کار اصلی زنودوتوس تألیف نسخه‌ای از متون استاندارد اشعار هومری و دیگر غزلیات اولیهٔ یونان بود. بیشتر آنچه در مورد وی شناخته شده‌است از تفسیرهای بعدی ناشی می‌شود که قرائت‌های ترجیحی وی از قسمت‌های خاص را ذکر می‌کند. گفته شده‌است که زنودوتوس واژه‌نامه‌ای از کلمات نادر و غیرمعمول را که به ترتیب حروف الفبا سازماندهی شده بود، نگاشته‌است و این گزارش وی را به عنوان اولین شخصی که از نظم الفبا به عنوان روش سازماندهی استفاده کرده، معرفی می‌کند. از آنجا که به نظر می‌رسد مجموعهٔ کتابخانهٔ اسکندریه از همان ابتدا به ترتیب حروف الفبا، آثار را بر اساس اولین حرف از نام نویسنده تنظیم کرده بودند، کاسون نتیجه می‌گیرد که احتمالاً زنودوتوس کسی بوده که آن را به این ترتیب سازماندهی کرده‌است. با این وجود، سیستم ترتیب الفبایی زنودوتوس فقط از حرف اول کلمه استفاده کرد و فقط در قرن دوم میلادی بود که کسی همان روش حروف الفبا را برای حروف باقیماندهٔ کلمه هم اعمال کرده‌است.
در همین حال، دانشمند و شاعری به نام کالیماخوس، مجموعهٔ پیناکِس (Pinakes) را نگاشت که ۱۲۰ کتاب از نویسندگان مختلف و همهٔ آثار شناخته شدهٔ آن‌ها را فهرست می‌کرد. نسخه‌ای از پیناکس باقی نمانده‌است، اما اشارات کافی به آن و قطعاتی از آن باقی مانده‌است که به محققان اجازه می‌دهد ساختار اساسی آن را بازسازی کنند. پیناکس به بخش‌های مختلفی تقسیم می‌شدند که هر قسمت شامل نوشته‌هایی برای نویسندگان ژانر خاصی از ادبیات بود. اساسی‌ترین تقسیم‌بندی بین نویسندگان شعر و نثر بود که هر بخش به زیرشاخه‌های کوچک‌تر تقسیم می‌شد. هر بخش نویسندگان را به ترتیب حروف الفبا ذکر می‌کرد. هر مدخل شامل نام نویسنده، نام پدر، محل تولد و سایر اطلاعات مختصر بیوگرافی و گاهی اوقات هم شامل نام‌های مستعار شناخته شدهٔ آن نویسنده و به دنبال آن لیست کاملی از همه آثار شناخته شده آن نویسنده بود. نوشته‌های نویسندگان پرکار مانند آیسخولوس، اوریپید، سوفوکل و ثئوفراستوس باید بسیار طولانی و شامل چندین ستون متن بوده‌باشد. اگرچه کالیماخوس مشهورترین کار خود را در کتابخانه اسکندریه انجام داد، اما او هرگز سمت سرکتابداری را در آنجا بر عهده نگرفت. از شاگردان کالیماخوس، هرمیپوس اسمیرنایی زندگی‌نامه می‌نوشت، فیلسوفانوس سیرنی به مطالعهٔ جغرافیا و ایستروس کالیماسین (که احتمالاً اهل سیرن بود) به مطالعه آثار باستانی آتیک پرداخته‌است. علاوه بر کتابخانه بزرگ، بسیاری از کتابخانه‌های کوچکتر نیز در اطراف شهر اسکندریه شروع به ظهور کردند.

طبق افسانه‌ها، ارشمیدس، مخترع سیراکوزایی، در حین تحصیل در کتابخانهٔ اسکندریه، پیچ ارشمیدس، که پمپی برای انتقال آب بود، را اختراع کرد.

پس از آن که زنودوتوس درگذشت یا بازنشسته شد، بطلمیوس دوم فیلادلفوس، آپولونیوس رودسی (ح. ۲۹۵–ح. ۲۱۵ پیش از میلاد) که بومی اسکندریه و شاگرد کالیماخوس بود، را به عنوان دومین سرکتابدار اسکندریه منصوب کرد. فیلادلفوس همچنین آپولونیوس رودسی را به عنوان معلم راهنمای پسرش، بطلمیوس سوم یورگتس انتخاب کرد. آپولونیوس بیشتر به عنوان نویسندهٔ آرگونوتیکا شناخته می‌شود، شعری حماسی دربارهٔ سفرهای یاسون و آرگونوت‌ها که به شکل کامل تا به امروز باقی مانده‌است. آرگونوتیکا دانش عظیم آپولونیوس را در مورد تاریخ و ادبیات به نمایش می‌گذارد و در حالی که به‌طور هم‌زمان از سبک اشعار هومری تقلید می‌کند، به مجموعهٔ وسیعی از وقایع و متون اشاره دارد. برخی از قسمت‌های نوشته‌های علمی وی نیز باقی مانده‌است، اما او امروز عموماً بیشتر به عنوان یک شاعر شناخته می‌شود تا یک محقق.
طبق افسانه‌ها، در زمان کتابداری آپولونیوس، ریاضیدان و مخترع شهیر، ارشمیدس (ح. ۲۸۷ پ‌م -ح. ۲۱۲ پ‌م)، برای بازدید از کتابخانهٔ اسکندریه به این شهر آمد. گفته می‌شود که ارشمیدس در طول مدت حضور خود در مصر، جزر و مد در رود نیل را مشاهده کرده و این امر وی را به اختراع پیچ ارشمیدس سوق داده‌است. این ابداع می‌تواند برای انتقال آب از اجسام کم ارتفاع به داخل گودال‌های آبیاری استفاده شود. ارشمیدس بعداً به سیراکوز بازگشت و در آنجا به اختراعات جدیدش ادامه داد.
طبق دو زندگی‌نامهٔ متاخر و عمدتاً غیرقابل اعتماد، آپولونیوس مجبور به استعفا از سِمَت سرکتابدار شد؛ زیرا در اسکندریه واکنش خصمانه‌ای به اولین پیش‌نویس آرگونوتیکا نشان داده شد. به احتمال زیاد استعفای آپولونیوس به دلیل به تخت نشستن بطلمیوس سوم یورگتس در ۲۴۶ قبل از میلاد بوده‌است.

### پژوهش‌های بعدی و توسعه
سومین سرکتابدار، اراتوستن سیرنی (ح. ۲۸۰ پ‌م –ح. ۱۹۴ پ‌م)، امروزه بیشتر به خاطر کارهای علمیش شناخته شده‌است، اما یک محقق ادبی هم بود. مهم‌ترین اثر اراتوستن رسالهٔ جئوگرافیکا بود که در اصل سه جلد بوده‌است. خود اثر باقی نمانده، اما بسیاری از بخش‌های آن به صورت نقل‌قول در نوشته‌های جغرافیدان بعدی، استرابون، حفظ شده‌است. اراتوستن اولین دانشمندی بود که ریاضیات را در جغرافیا و نقشه‌برداری به کار برد و در رسالهٔ خود دربارهٔ اندازه‌گیری زمین صحبت کرد. او محیط زمین را محاسبه کرد که فقط کمتر از چند صد کیلومتر خطا داشت. اراتوستن همچنین یک نقشه از تمام جهان شناخته شده کشید که اطلاعات مندرج در آن را از منابع کتابخانه استخراج نموده بود، از جمله نوشته‌های مربوط به لشکرکشی‌های اسکندر بزرگ به هندوستان و گزارش نوشته شده توسط اعضای بطلمیوسی که برای شکار فیل به امتداد ساحل شرقی آفریقا اعزام شده‌بودند.
اراتوستن اولین کسی بود که جغرافیا را به سمت تبدیل شدن به یک رشته علمی پیش برد. اراتوستن معتقد بود که تنظیم اشعار هومری کاملاً تخیلی است و معتقد بود که هدف شعر «تسخیر روح» است، نه این که شرح تاریخی دقیقی از وقایعی که رخ داده، بدهد. استرابون از وی نقل می‌کند که با کنایه اظهار نظر کرده‌است: «اگر روزی برسد که ادیسه یک کارگر چرم‌دوزی پیدا کند، که بتواند با پوست بز پینه‌ای به محل بیرون آمدن بادها بزند، محل سرگردانی‌اش معلوم خواهد شد.» در همین حال، سایر دانشمندان در کتابخانهٔ اسکندریه نیز به موضوعات علمی علاقه نشان دادند. باکسیوس تاناگرایی، معاصر اراتوستن، ویراستاری و نوشتن نظرات پزشکی هیئت بقراطی را انجام داد. پزشکان هروفیلوس (ح. ۳۳۵ پ‌م–ح. ۲۸۰ پ‌م) و اراسیستراتوس (ح. ۳۰۴ پ‌م–ح. ۲۵۰ پ‌م) آناتومی انسان را مطالعه کردند، اما اعتراض‌ها به تشریح اجساد انسان، به خاطر غیراخلاقی بودن این کار، مانع ادامهٔ مطالعات آن‌ها شد.
به گفتهٔ گالن، در همین زمان، بطلمیوس سوم از آتنی‌ها اجازه گرفت تا نسخه‌های خطی اصلی آیسخولوس، سوفوکل و اوریپید را قرض بگیرد و آتنیان مبلغ هنگفت پانزده تالنت (۱٬۰۰۰ پوند، ۴۵۰ کیلوگرم) را به عنوان تضمین این که کتب اصلی را پس می‌دهند، ودیعه خواستند. بطلمیوس سوم دارای نسخه‌های گران‌قیمتی از نمایشنامه‌های درج شده بر پاپیروس با بالاترین کیفیت بود و نسخه‌ها را برای آتنی‌ها ارسال می‌کرد، نسخه‌های اصلی را برای کتابخانه نگهداری می‌کرد و به آتنی‌ها می‌گفت که می‌توانند تالنت‌های ودیعه را برای خودشان بگیرند. همچنین ممکن است این داستان برای نمایش قدرت اسکندریه نسبت به آتن در زمان سلطنت بطلمیوسی اشتباهاً تعبیر شود. این اختلاف ثروت از این واقعیت ناشی می‌شود که اسکندریه بندری دو طرفه ساخته شده توسط بشر، بین سرزمین اصلی و جزیره فانوس بود و از تجارت شرق و غرب سود می‌برد و خیلی زود خود را به عنوان یک مرکز تجارت جهانی، تولیدکنندهٔ اصلی پاپیروس و به زودی کتاب، اثبات کرد. با گسترش کتابخانه، فضای آن برای نگهداری طومارهای موجود در مجموعه خود به پایان رسید؛ بنابرین در زمان سلطنت بطلمیوس سوم یورگتس، مجموعه‌ای وابسته را در سراپئوم اسکندریه، که معبدی برای خدای یونانی-مصری بود، افتتاح کردند. سراپیس در نزدیکی کاخ سلطنتی واقع شده بود.

### اوج دوران نقد ادبی

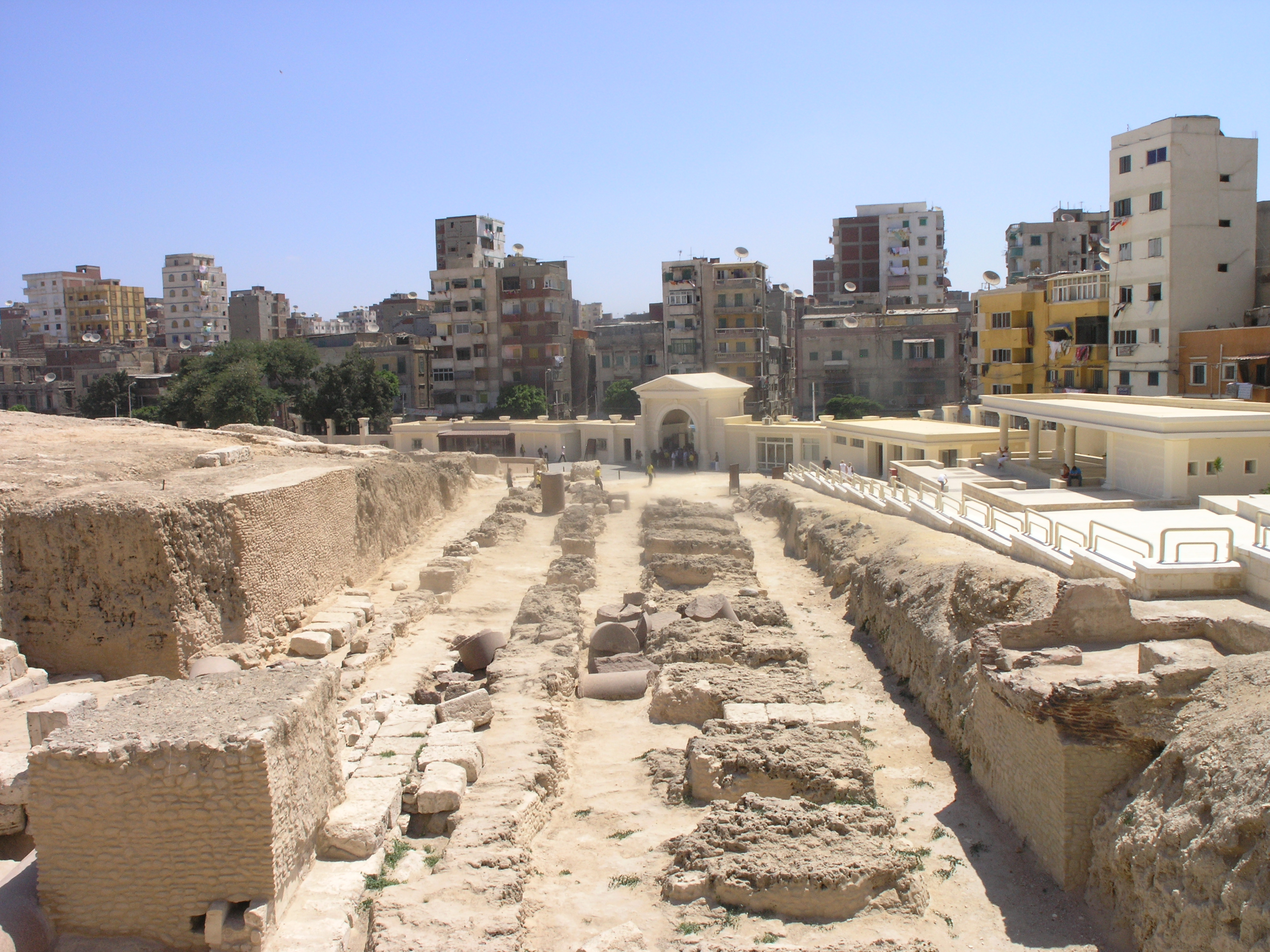
خرابه‌های امروزی سراپئوم اسکندریه، جایی که کتابخانهٔ اسکندریه پس از اتمام فضای ذخیره‌سازی ساختمان اصلیش، بخشی از مجموعه خود را به آن منتقل کرد.

آریستوفان بیزانتیومی (ح. ۲۵۷ م–ح. ۱۸۰ پیش از میلاد) در حدود سال ۲۰۰ پیش از میلاد به چهارمین سرکتابدار بدل شد. طبق افسانه‌ای که توسط نویسنده رومی ویتروویوس ثبت شده‌است، آریستوفان یکی از هفت داوری بود که برای یک مسابقه شعر به میزبانی بطلمیوس سوم یورگتس منصوب شده بودند. هر شش داور دیگر از یک رقیب طرفداری می‌کردند، اما آریستوفان از کسی که تماشاگران کمترین علاقه را به او داشتند، طرفداری کرد. آریستوفان اعلام کرد که همهٔ شاعران به جز شاعری که انتخاب کرده‌است، سرقت ادبی کرده‌اند و از این رو رد صلاحیت شدند. پادشاه خواستار اثبات این موضوع شد، بنابرین متن‌هایی را که نویسندگان آن را دزدی ادبی کرده بودند، با تکیه بر حافظه‌اش، در کتابخانه یافت. به دلیل حافظه و تلاش چشمگیر او، بطلمیوس سوم وی را به عنوان رئیس کتابداران منصوب کرد.
به نظر می‌رسد که سرکتابداری آریستوفان بیزانتیومی دورانی فراتر در تاریخ کتابخانه اسکندریه را آغاز کرد. طی این دوره از تاریخ کتابخانه، نقد ادبی به اوج خود رسید و بر تحقیقات علمی کتابخانه اولویت یافت. آریستوفان متون شعری را ویرایش و شعرها را به سطرهای جداگانه تقسیم کرده و در صفحه وارد نمود. پیش از این شعرها دقیقاً مانند نثر نوشته می‌شدند. وی همچنین سیستم تفکیک یونانی را اختراع کرد، آثار مهمی در زمینه فرهنگ‌نویسی نوشت، و یک سری نشانه‌ها را برای نقد متن معرفی کرد. او مقدمه‌های بسیاری برای نمایشنامه‌ها نوشت، برخی از آن‌ها به صورت نسبی بازنویسی شده باقی مانده‌اند. پنجمین سرکتابدار فردی مبهم به نام آپولونیوس بود که با لقب «طبقه‌بندی‌کنندهٔ اشکال» (زبان یونانی: ὁ εἰδογράφος) شناخته می‌شود. یکی از منابع فرهنگ‌شناس متأخر، این عنوان را در اشاره به طبقه‌بندی شعر بر اساس فرم‌های موسیقی می‌داند.
در اوایل قرن دوم قبل از میلاد، چندین محقق در کتابخانهٔ اسکندریه آثاری دربارهٔ پزشکی را مطالعه کردند. زئوکسیس امپریسیست توضیحاتی دربارهٔ مجموعه رسالات هیپوکرات نوشت. او به‌طور فعال برای مجموعهٔ کتابخانه در بخش تهیهٔ تألیفات پزشکی کار می‌کرد. دانشمندی به نام بطلمیوس اپی‌تتیس رساله‌ای دربارهٔ زخم‌ها در اشعار هومری نوشت، موضوعی که مرز بین فلسفه و طب سنتی است. این در حالی است که در اوایل قرن دوم قبل از میلاد، قدرت سیاسی بطلمیوسیان در مصر رو به زوال رفته بود. پس از نبرد رافیا در سال ۲۱۷ قبل از میلاد، اقتدار بطلمیوسی‌ها به‌طور فزاینده‌ای بی از بین رفت. در بین قشرها مردم مصر قیام‌هایی صورت گرفت و در نیمهٔ اول قرن دوم قبل از میلاد، ارتباط با مصر علیا به‌طور گسترده‌ای مختل شد. حاکمان بطلمیوسی همچنین شروع به تأکید بر جنبهٔ مصری مملکت خود، نسبت به جنبه یونانی آن، کردند. در نتیجه، بسیاری از دانشمندان یونانی شروع به ترک اسکندریه کردند و به کشورهای امن‌تر که حمایت‌های سخاوتمندانه‌تری به آنان روا می‌داشتند، رفتند.
آریستارخوس ساموتراکی (ح. ۲۱۶ پ‌م –ح. ۱۴۵ پ‌م) ششمین سرکتابدار این کتابخانه بود. وی به عنوان بزرگ‌ترین دانشمند باستان شهرت یافت و نه تنها متن‌هایی از شعرهای کلاسیک و آثار منثور، بلکه هیپومنماتا (hypomnemata) کامل یا تفسیرهای طولانی و مستقل دربارهٔ آن‌ها می‌نوشت. این تفسیرها معمولاً با استناد به متون کلاسیک، معنای آن را توضیح و کلمات غیرمعمول استفاده شده در آن را تعریف می‌کردند و در مورد این که آیا کلمات موجود در متن واقعاً همان کلمات نویسندهٔ اصلی بوده‌است یا بعداً اضافه شدند، اظهار نظر می‌کردند. وی کمک بسیاری به مطالعات در زمینه‌های مختلف کرد، اما به ویژه در مطالعهٔ اشعار هومری و نظراتش در نوشتن مقدمه‌ها توسط نویسندگان باستان معتبر ارزیابی می‌شد. بخشی از تفسیرهای آریستارخوس دربارهٔ تاریخ هرودوت در تکه پاپیروسی باقی مانده‌است. در سال ۱۴۵ پیش از میلاد، آریستارخوس درگیر رقابت بر سر حکومت شد و در کشمکش درون دودمانی، از بطلمیوس هفتم نئوس فیلوپاتور به عنوان حاکم مصر، حمایت کرد. بطلمیوس هفتم کشته شد و بطلمیوس هشتم فیسکون به قدرت رسید و بلافاصله تصمیم گرفت همهٔ کسانی را که از رقیب او حمایت کرده بودند، مجازات کند؛ آریستارخوس مجبور به فرار از مصر و پناه بردن به جزیرهٔ قبرس شد، جایی که اندکی پس از آن در آنجا درگذشت. بطلمیوس هشتم همهٔ دانشمندان خارجی را از اسکندریه اخراج کرد و آن‌ها را مجبور به پراکنده‌شدن در مدیترانهٔ شرقی کرد.

## ویرانی

### پس از بطلمیوس هشتم
اخراج دانشمندان از اسکندریه توسط بطلمیوس هشتم فیسکون تحولی در تاریخ آموزشی عصر هلنیستی ایجاد کرد. دانشمندانی که در کتابخانهٔ اسکندریه تحصیل کرده بودند و محصلان آن‌ها به تحقیق و نوشتن رساله ادامه دادند، اما بیشتر آن‌ها دیگر این کار را با همکاری کتابخانه نکردند. دیاسپورای دانشمندان اسکندریه در سراسر مدیترانه شرقی و بعد در سراسر مدیترانهٔ غربی پراکنده شدند. یکی از دانشجویان آریستارخوس، دیونیسیوس تراکس (ح. ۱۷۰ح.-۹۰ پیش از میلاد) مدرسه‌ای را در جزیره رودس یونان تأسیس کرد. دیونیسیوس تراکس اولین کتاب در مورد دستور زبان یونانی را نوشت؛ یک راهنمای مختصر برای صحبت و نوشتن به صورت واضح و مؤثر. این کتاب تا اواخر قرن دوازدهم میلادی به عنوان کتاب درسی دستور زبان ابتدایی برای دانشجویان یونانی باقی ماند. رومیان نوشته‌های دستوری خود را بر این اساس بنا نهادند و قالب اصلی آن حتی امروز نیز پایه و اساس راهنماهای دستور زبان در بسیاری از زبان‌ها است. یکی دیگر از دانش آموزان آریستارخوس، آپولودورس آتنی (ح. ۱۸۰–ح. ۱۱۰ پ‌م)، به بزرگ‌ترین رقیب اسکندریه در پرگامون پناه جست و در آنجا به تدریس و تحقیق پرداخت. این مهاجر، مورخ منکلس بارس را بر آن داشت تا با کنایه اظهارنظر کند که اسکندریه معلم همهٔ یونانیان و بربرها شده‌است.
در همین حال در اسکندریه، از اواسط قرن دوم قبل از میلاد به بعد، حکومت بطلمیوسی در مصر از ثبات کمتری نسبت به گذشته برخوردار بود. مواجهه با ناآرامی‌های روزافزون اجتماعی و سایر مشکلات عمدهٔ سیاسی و اقتصادی، موجب شده بودند که بطلمیوسیان بعدی به همان اندازه که پیشینیانشان به کتابخانه و موسیون توجه داشتند، به آنها توجه نکنند. بنابراین جایگاه کتابخانه و سرکتابدار تضعیف شد. چندین نفر از بطلمیوسیان بعدی از جایگاه سرکتابدار به عنوان یک جایگاه سیاسی تشریفاتی، صرفاً برای پاداش‌دادن به فداکارترین طرفداران خود، استفاده کردند. بطلمیوس هشتم شخصی به نام سیداس، یکی از نگهبانان کاخش، را به عنوان سرکتابدار منصوب کرد و گفته می‌شود که بطلمیوس نهم لاتیروس (حاکم ۸۸–۸۱ پ‌م) این سمت را به یک حامی سیاسی خود واگذار کرده‌است. سرانجام، مقام سرکتابداری چنان اعتبار قبلی خود را از دست داد که حتی نویسندگان معاصر شرایط کار و نام کتابداران را ثبت نکرده‌اند.
تغییر در پژوهش‌های یونانی در حدود اوایل قرن اول قبل از میلاد اتفاق افتاد. در این زمان، سرانجام تمام متون اصلی شعر کلاسیک استاندارد شده و تفسیرهای گسترده‌ای در مورد نوشته‌های همهٔ نویسندگان اصلی ادبیات دوران کلاسیک یونان ارائه شد. در نتیجه، کارهای اصیل کمی برای پژوهش متون کلاسیک، برای محققان باقی مانده بود. بسیاری از محققان با صرف ابتکار خود، به تولید سنتز و بازسازی تفسیرهای دانشمندان اسکندریه در قرن‌های گذشته همت گماشتند. سایر دانشمندان شاخه‌های خود را منشعب کردند و شروع به نوشتن تفسیر دربارهٔ آثار شاعران و نویسندگان پساکلاسیک، از جمله شاعران اسکندریه، مانند کالیماخوس و آپولونیوس رودسی، کردند. در همین حال پژوهش‌های اسکندریه احتمالاً در قرن اول قبل از میلاد توسط تیرانیون آمیسوسی (ح. ۱۰۰–ح. ۲۵ پ‌م)، شاگرد دیونیزیوس تراکس، به رم وارد شد.

### سوزاندن توسط سزار

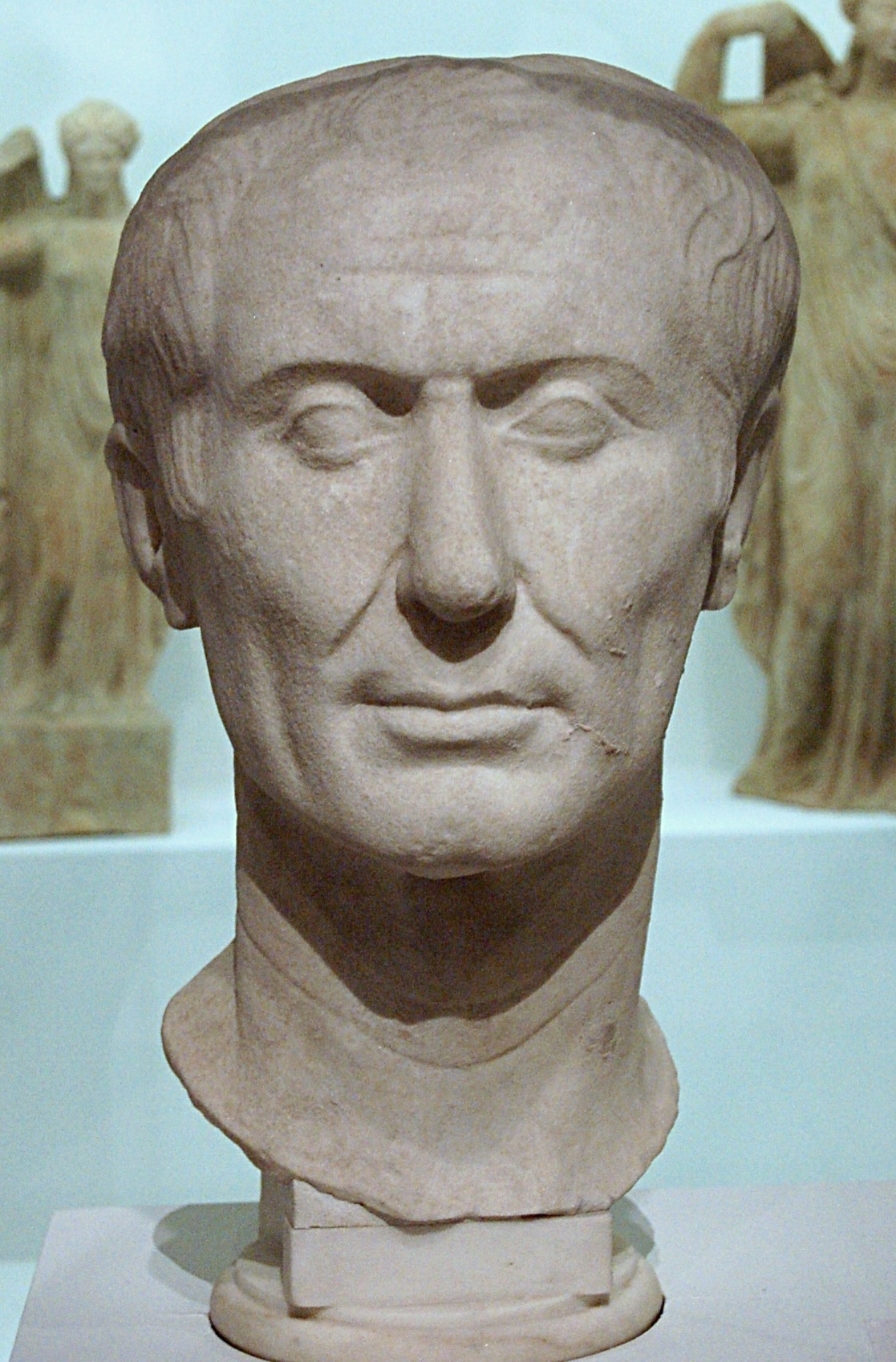
ژنرال رومی ژولیوس سزار در زمان محاصره اسکندریه در سال ۴۸ قبل از میلاد مجبور شد کشتی‌های خود را به آتش بکشد. بسیاری از نویسندگان باستان گزارش کردند که آتش‌سوزی حداقل بخشی از مجموعه کتابخانه اسکندریه را سوزانده و از بین برده. با این حال، به نظر می‌رسد که کتابخانه حداقل تا حدی باقی مانده‌است یا به سرعت تعمیر شده‌است.

در ۴۸ پیش از میلاد، در طول جنگ داخلی سزار، ژولیوس سزار شهر اسکندریه را محاصره کرد. سربازان وی هنگام تلاش برای قُرق‌کردن اسکله‌ها جهت جلوگیری از ورود ناوگان متعلق به برادر کلئوپاترا، بطلمیوس چهاردهم، برخی از کشتی‌های مصری را در بندر اسکندریه آتش زدند. ظاهراً این آتش‌سوزی به مناطقی از شهر که نزدیک به اسکله‌ها بودند، گسترش یافته و ویرانی قابل توجهی ایجاد کرد. نمایشنامه‌نویس رومی و فیلسوف رواقی در قرن اول میلادی، سنکای جوان، بنا بر نوشته‌های لیوی، که بین سال‌های ۶۳ و ۱۴ قبل از میلاد نوشته، نقل می‌کند که آتش‌سوزی سزار ۴۰۰۰۰ طومار کتابخانهٔ اسکندریه را نابود کرد. پلوتارک (ح. ۴۶–۱۲۰ میلادی)، افلاطونی میانه، در کتاب زندگی سزار می‌نویسد: «هنگامی که دشمن تلاش می‌کرد ارتباطات را از طریق دریا قطع کند، او مجبور شد با آتش زدن کشتی‌های خودش، که گسترش یافت و منجر به سوزاندن اسکله‌ها و کتابخانهٔ بزرگ شد، این خطر را منحرف کند.» مورخ رومی، کاسیوس دیو (ح. ۱۵۵ -ح. ۲۳۵ میلادی) می‌نویسد: «بسیاری از جاها را به آتش کشیدند، در نتیجه، همراه با ساختمان‌های دیگر، حیاط خانه‌ها و انبارهای غلات و کتاب‌هایی که گفته می‌شود تعدادشان بسیار زیاد و از همه نوع بوده‌است، سوزانده شدند.» با این حال، فلوروس و لوکان فقط اشاره کردند که شعله‌های آتش ناوگان و برخی از «خانه‌های نزدیک دریا» را سوزانده‌اند.
محققان گفته‌های کاسیوس دیو را تفسیر کرده‌اند که نشان می‌دهد آتش‌سوزی در واقع کل کتابخانه را از بین نبرد، بلکه فقط یک انبار واقع در حوض اسکله‌ها که توسط کتابخانه برای نگهداری طومارها استفاده می‌شد را سوزانده‌است. آتش سزار هر چه ویرانی ایجاد کرده باشد، قطعاً کتابخانه به‌طور کامل تخریب نشده‌است. جغرافیدان استرابون (ح. ۶۳ پ‌م–ح. ۲۴ میلادی) اشاره کرده که از موسیون، نهاد پژوهشی بزرگ‌تری که کتابخانه جزء آن بود، را در حدود سال ۲۰ قبل از میلاد، چند دهه پس از آتش‌افروزی سزار، بازدید کرده‌است و این ثابت می‌کند که یا کتابخانه نابود نشده، یا سریعاً بازسازی شده‌است. با این وجود، شیوهٔ توصیفات استرابون در مورد موسیون نشان می‌دهد که این مکان به اندازهٔ چند قرن قبل معتبر نبوده‌است. علیرغم ذکر موسیون، استرابون کتابخانه را جداگانه نام نمی‌برد، شاید این نشان می‌دهد که از عظمت و اهمیت آن به شدت کاسته شده‌است، به گونه‌ای که استرابون نیازی به توصیف جداگانهٔ کتابخانه احساس نمی‌کرده‌است. مشخص نیست که بعد از اشارهٔ استرابون، برای موسیون چه اتفاقاتی افتاده‌است.
به علاوه، پلوتارک در کتاب زندگی مارک آنتونی می‌نویسد که در سال‌های منتهی به جنگ آکتیوم در سال ۳۳ قبل از میلاد، شایعه شده بود که مارک آنتونی تمام ۲۰۰۰۰۰ طومار را در کتابخانه پرگامون به کلئوپاترا داده‌است. خود پلوتارک خاطر نشان کرده که منبع او برای این حکایت کمی غیرقابل اعتماد بوده و ممکن است این داستان چیزی جز تبلیغات نباشد و برای آن مطرح شده باشد که وفاداری مارک آنتونی به مصر را بیش از پیوستگیش با روم نشان بدهد. کاسون، با این حال استدلال می‌کند که حتی اگر داستان ساخته شده باشد، نشان می‌دهد که در آن دوره کتابخانه وجود داشت چون در غیر این صورت داستانشان غیرقابل باور بود. ادوارد جی. واتس استدلال می‌کند که ممکن است هدایای مارک آنتونی برای پر کردن مجدد مجموعهٔ کتابخانه باشد، که پس از خسارت وارده به آن در آتش‌سوزی سزار، تقریباً یک دهه و نیم قبل نابود شده بود.
شواهد بیشتر در مورد بقای کتابخانه پس از ۴۸ پ‌م از این واقعیت ناشی می‌شود که برجسته‌ترین مفسر آثار ترکیبی در اواخر قرن اول قبل از میلاد و اوایل قرن اول میلادی، دانشمندی بود که در اسکندریه کار می‌کرد، به نام دیدیموس چالکنتروس، که نام اوΧαλκέντερος به معنای «روده برنزی» است. گفته می‌شود دیدیموس جایی در حدود ۳۵۰۰ تا ۴۰۰۰ کتاب نوشته‌است که وی را پرکارترین نویسنده شناخته شده در تمام دوران باستان تبدیل می‌کند. همچنین به او لقب بیبیلوآتث (βιβλιολάθης)، به معنای «فراموش‌کنندهٔ کتاب» داده بودند، چون او حتی نمی‌توانست اسامی تمام کتاب‌هایی را که نوشته بود به خاطر بسپارد. بخش‌هایی از برخی تفسیرهای دیدیموس به صورت چکیده‌هایی در آثار دوران بعدی حفظ شده‌اند و این بقایا مهم‌ترین منابع اطلاعاتی دانشمندان مدرن در مورد آثار مهم محققان پیشین در کتابخانه اسکندریه هستند. لیونل کاسون معتقدست تولید شگرف دیدیموس «بدون در اختیار داشتن حداقل قسمت قابل توجهی از منابع کتابخانه‌ای، کارهای وی غیرممکن بوده‌است».

### دورهٔ رومی و نابودی

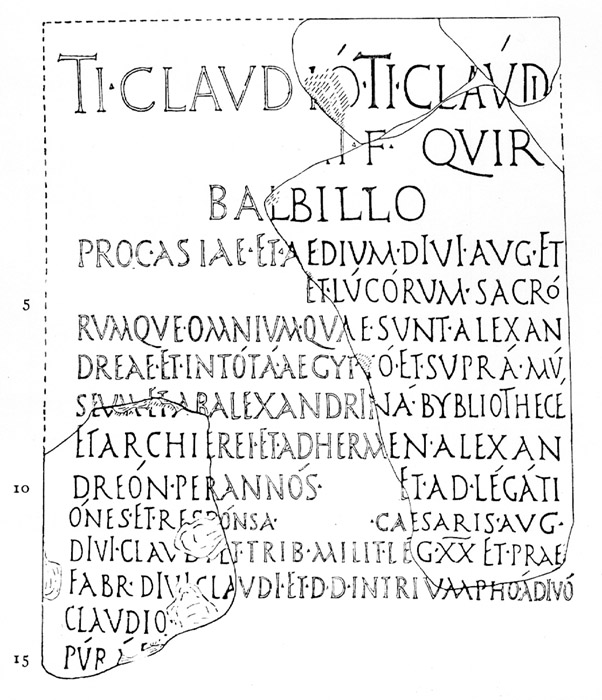
این کتیبهٔ لاتین دربارهٔ سیاستمداری رومی به نام تیبریوس کلادیوس بالبیوس از رم است (ح. ۷۹ میلادی) و عبارت «ALEXANDRINA BYBLIOTHECE» به معنای «کتابخانهٔ اسکندریه» در آن ذکر شده (سطر هشت).

اطلاعات کمی در مورد کتابخانهٔ اسکندریه در دورهٔ پرینکیپاته (۲۷ پ‌م-۲۸۴ م) وجود دارد. امپراتور کلاودیوس (حاکم سال‌های ۴۱–۵۴ میلادی) در این دوره ضمیمه‌ای را به کتابخانه ساخته‌است، اما به نظر می‌رسد که دارایی‌های کل کتابخانه اسکندریه از شعبه‌های آن در شهر اسکندریه بوده‌است. پس از آن که اسکندریه تحت حکومت روم قرار گرفت، به تدریج از جایگاه شهر و در نتیجه، از کتابخانهٔ معروف آن کاسته شد. در حالی که موسیون هنوز وجود داشت، عضویت نه بر اساس موقعیت علمی افراد، بلکه بیشتر بر اساس جایگاه سیاسی، نظامی یا حتی ورزشی آنان اعطا می‌شد.
بدیهی است که این مسئله حتی برای سمت مسئول کتابدار نیز وجود داشت. تنها سرکتابدار شناخته‌شده از دورهٔ روم شخصی به نام تیبریوس کلادیوس بالبیلوس بود، که در اواسط قرن اول میلادی زندگی می‌کرد و یک سیاستمدار، مدیر و افسر نظامی بود و هیچ سابقه‌ای و دستاورد علمی مهمی نداشت. اعضای موسیون دیگر نیازی به تدریس، تحقیق یا حتی زندگی در اسکندریه نداشتند. نویسنده یونانی، فیلوستراتوس، می‌گوید که امپراتور هادریان (حکومت ۱۱۷–۱۳۸ م) دیونیسوس ملیتوسی (مردم‌نگار) و پولمون لائودیکی (سوفسطایی) را به عنوان اعضای موسیون منصوب کرد، در صورتی که هیچ‌یک از آنان حتی به شهر اسکندریه هم نرفته بودند.
در همین حال، با پایین‌آمدن اعتبار علمی اسکندریه، اعتبار سایر کتابخانه‌ها در سراسر نواحی مدیترانه‌ای بهبود یافت و وضعیت سابق کتابخانه اسکندریه، به عنوان برجسته‌ترین کتابخانه، از میان رفت. کتابخانه‌های دیگری نیز در داخل شهر اسکندریه به وجود آمدند و ممکن است طومارهای کتابخانهٔ بزرگ برای ذخیره برخی از این کتابخانه‌های کوچک‌تر استفاده شده باشد. چنان‌که سزاریوم و کلادیانوم در اسکندریه دارای کتابخانه‌های شناخته شده‌ای در پایان قرن اول میلادی بودند. به گفتهٔ ادوارد جی واتس، مورخ کلاسیک، سراپئوم، که در اصل «کتابخانهٔ دختر» کتابخانهٔ بزرگ اسکندریه بود، احتمالاً در این دوره نیز گسترش یافت.
در قرن دوم میلادی، امپراتوری روم کمتر به غلات اسکندریه وابسته شد و از اهمیت این شهر دوچندان کاسته شد. رومیان نیز در این دوره علاقهٔ کمتری به علوم و دانش اسکندریه داشتند و همین امر باعث شد اعتبار کتابخانه همچنان رو به زوال باشد. دانشمندانی که در زمان امپراتوری روم در کتابخانهٔ اسکندریه کار می‌کردند و تحصیل می‌یافتند کمتر از کسانی که در دوره بطلمیوسی در آنجا تحصیل کرده بودند، شناخته‌شده بودند. سرانجام، «اسکندریه» با ویرایش‌های متون، تصحیح اشتباهات متنی و نوشتن تفسیرهای تألیف شده توسط محققان پیشین مترادف شد؛ به عبارت دیگر آن خوش‌نامی کتابخانهٔ بزرگ اسکندریه در نظام‌مندی، یکنواختی و اصالت، پس از اواسط قرن سوم میلادی ناپدید شد. آخرین اشارات شناخته شده در مورد عضو شدن دانشمندان در موسیون مربوط به سال‌های دههٔ ۲۶۰ میلادی است.
در ۲۷۲ میلادی امپراتور اورلیان مبارزه برای پس گرفتن شهر اسکندریه از نیروهای پالمیری ملکه زنوبیا، را آغاز کرد. در طی این نبردها، نیروهای اورلیان محلهٔ بروچونیون شهر، که کتابخانه اصلی در آن واقع بود، را تخریب کردند. اگر موسیون و کتابخانه هنوز در این زمان وجود می‌داشتند، تقریباً در این هنگامه دیگر باید نابود شده‌باشند. اگر هم بخشی در این حمله هم سالم مانده باشد، سپس در طول امپراتوری دیوکلسین، که در سال ۲۹۷ اسکندریه را محاصره نمود، از بین می‌رفت.

## اخلاف موسیون

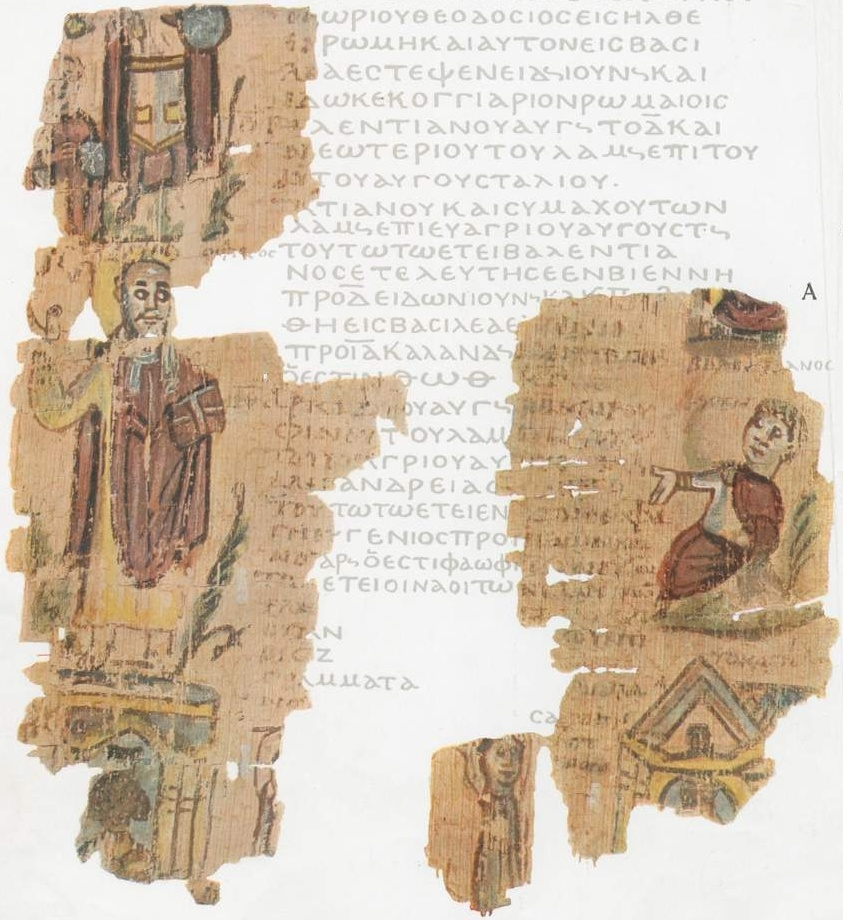
نقاشی از کتاب تواریخ جهانی اسکندریه که تصویر پاپ تئوفیلوس اسکندریه‌ای را با انجیلی در دست در سال ۳۹۱ پس از میلاد نشان می‌دهد، که پیروزمندانه بالای سر سراپئوم ایستاده‌است.

### مدرسه تئون و هیپاتیا

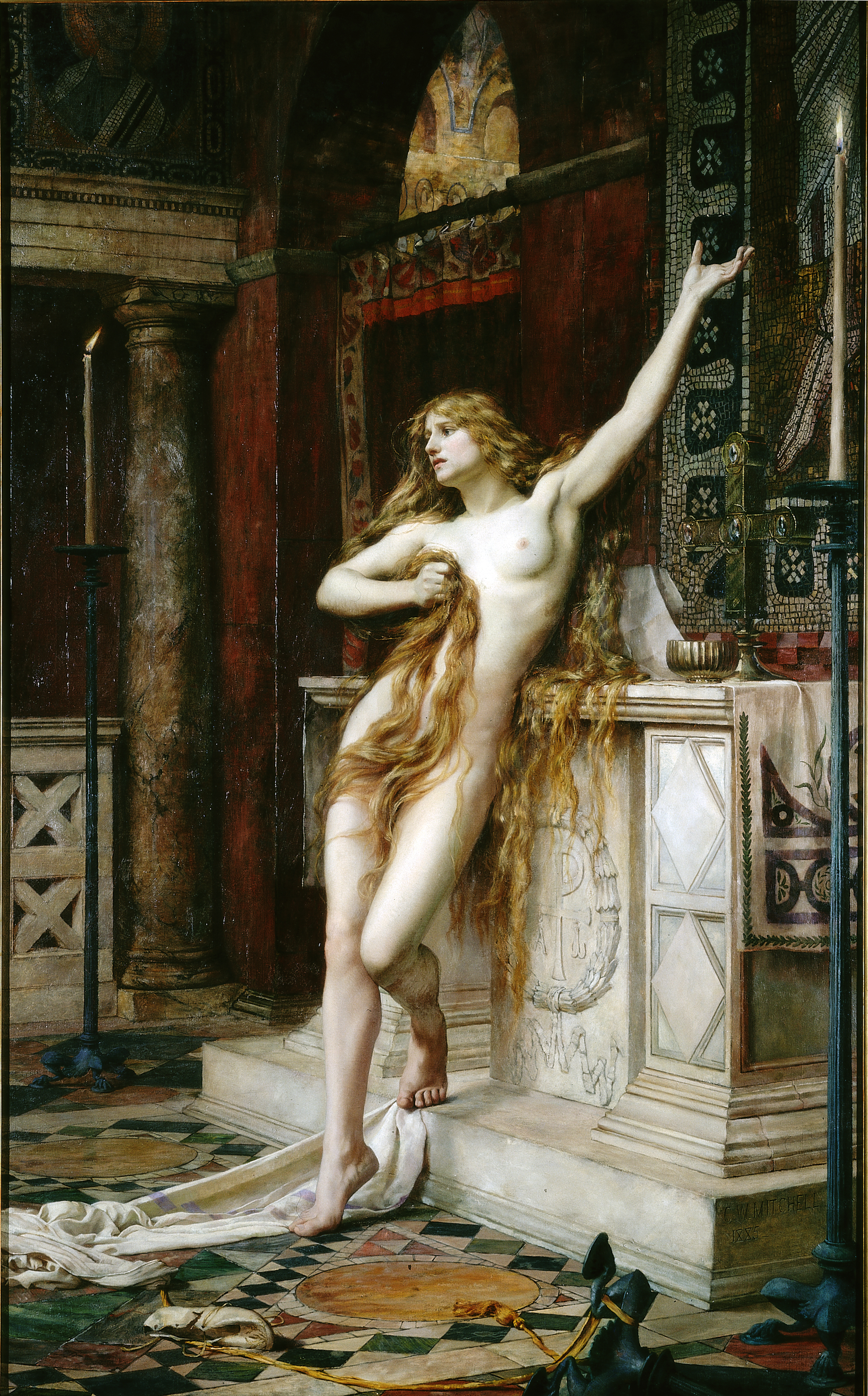
هیپاتیا (۱۸۸۵) نقاشی شده توسط چارلز ویلیام میچل، تصور می‌شود تصویر صحنه‌ای از رمان هیپاتیا اثر چارلز کینگزلی در سال ۱۸۵۳ را نشان می‌دهد

## میراث

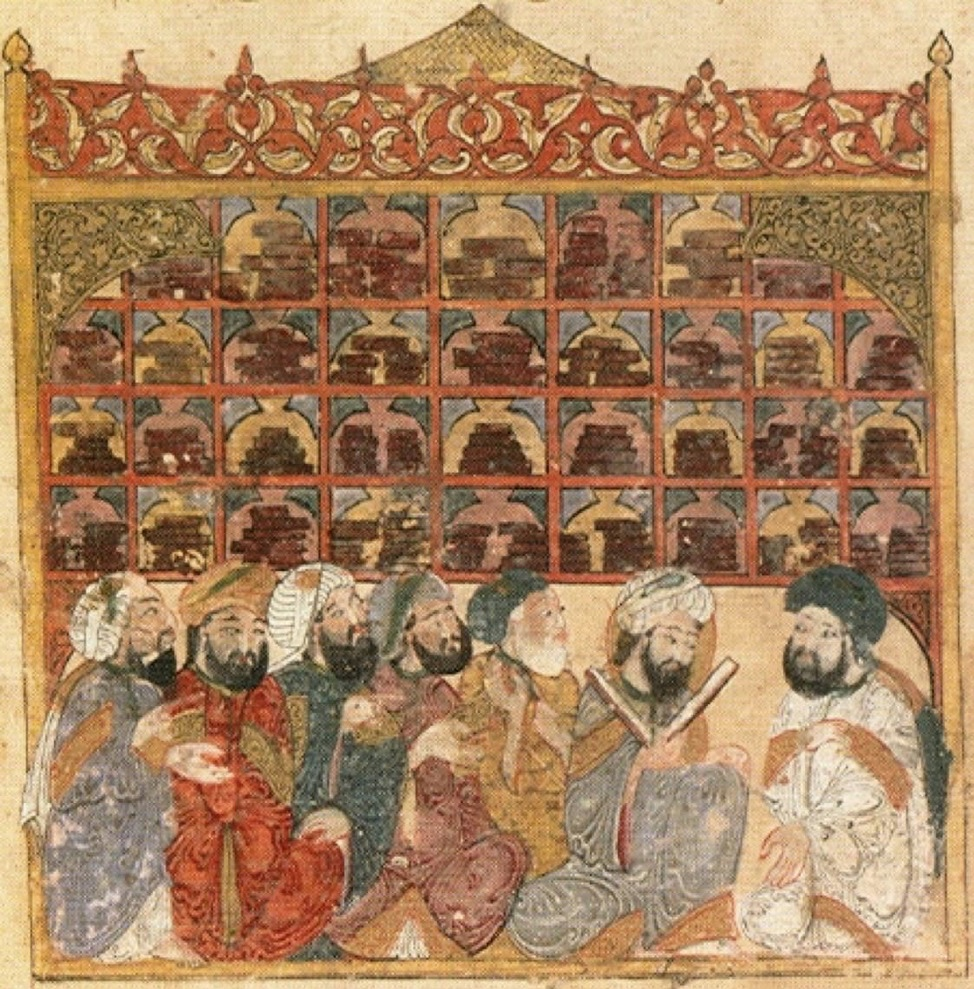
مینیاتوری از یحیی الواسطی در سال ۱۲۳۷ میلادی، که دانشمندان را در دارالحکمه عباسی در بغداد به تصویر می‌کشد.

### کتابخانهٔ امروزی اسکندریه

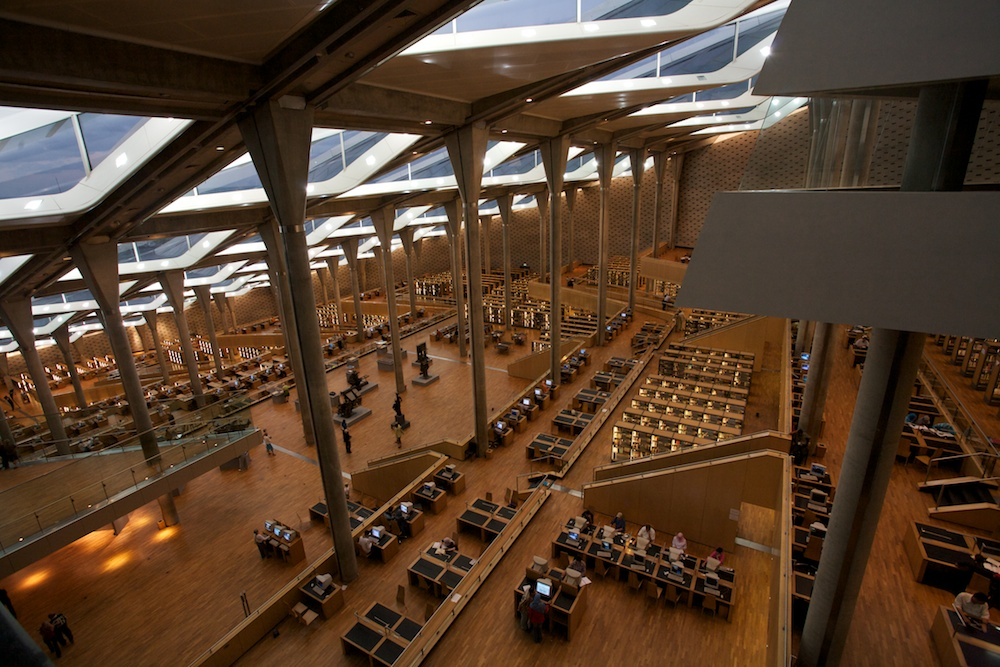
فضای داخلی کتابخانهٔ اسکندریهٔ کنونی